# Fontana di Ahmed III

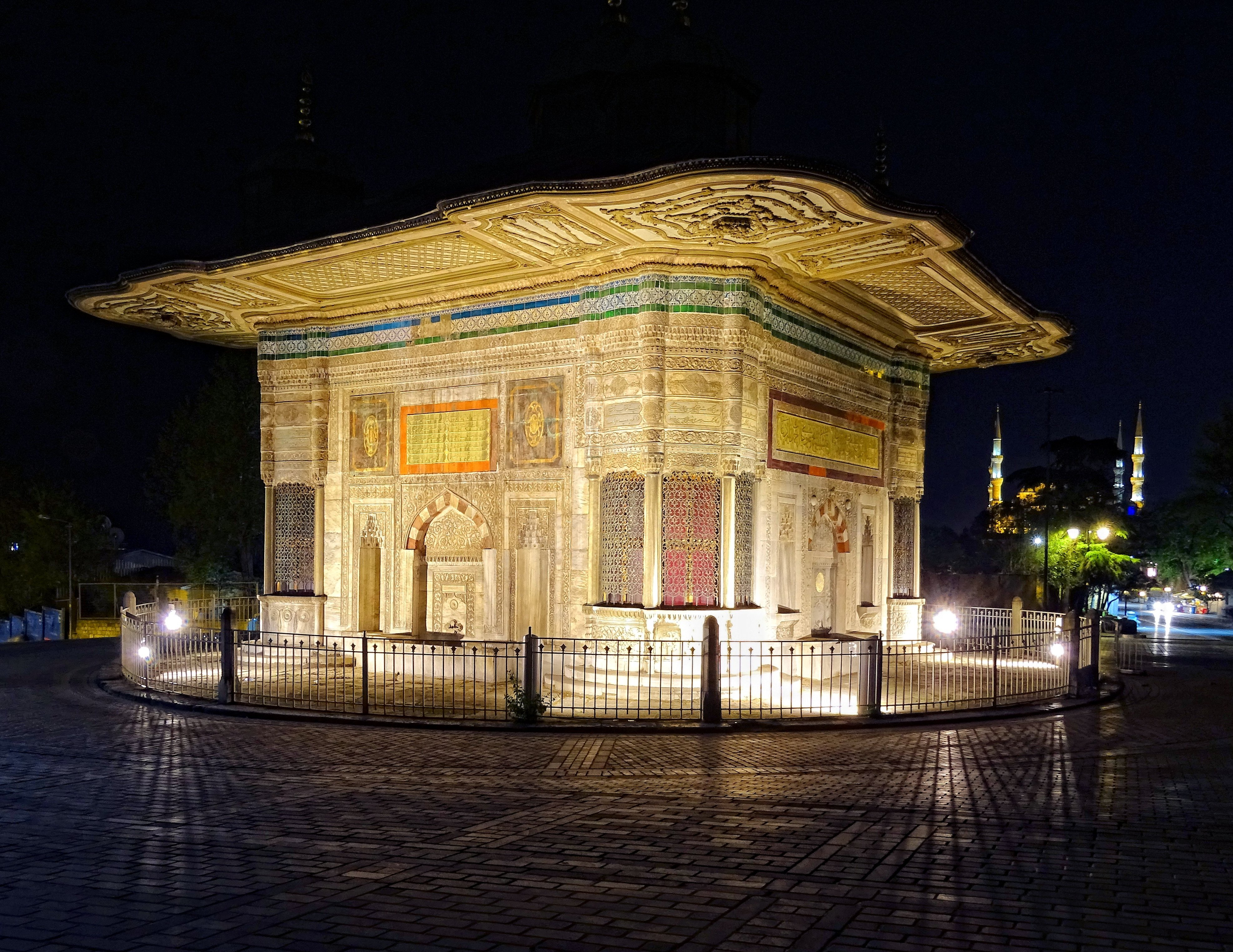
La fontana di Ahmed III, illuminata in una vista da est.

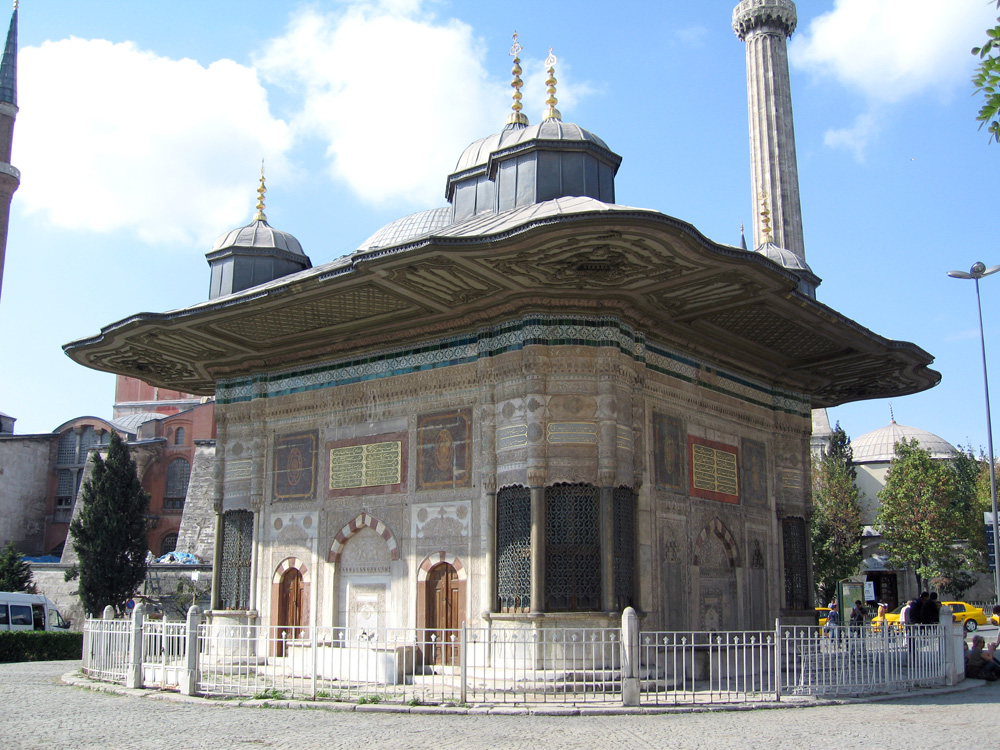
La fontana di Ahmed III, vista dal lato opposto di giorno.

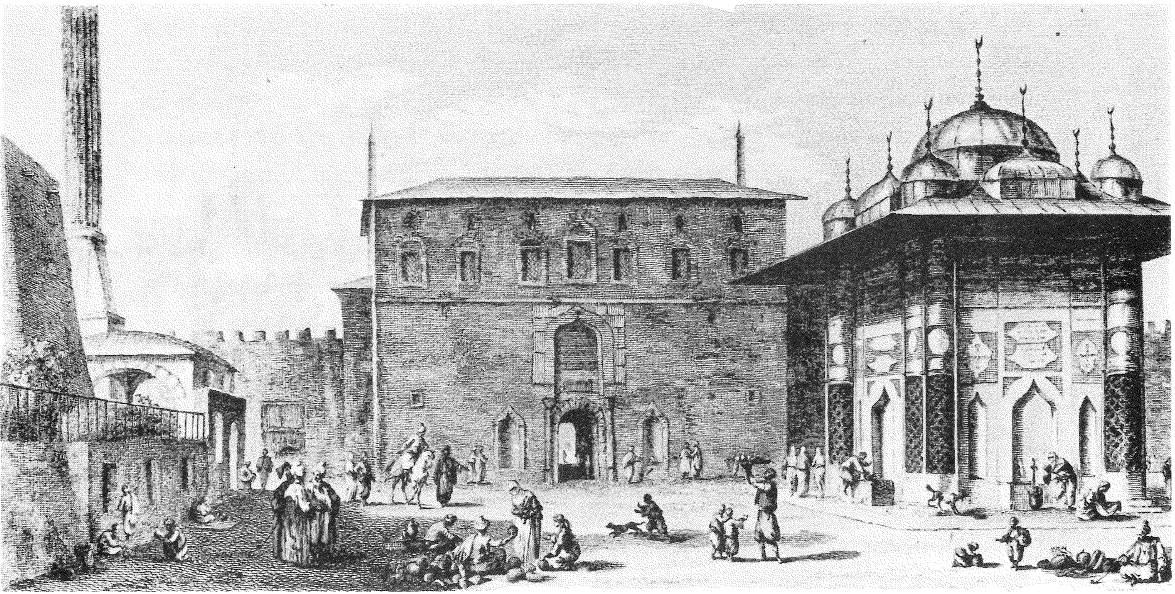
La fontana vicina all'ingresso del Palazzo di Topkapı, in un'incisione di Choiseul-Gouffier.

La Fontana di Ahmed III (in lingua turca III. Ahmet Çeşmesi) è una fontana, realizzata in stile ottomano rococò, ubicata nella grande piazza di fronte all'ingresso principale del Palazzo di Topkapı a Istanbul. Fu costruita durante il regno del sultano ottomano Ahmed III, nel 1728, nello stile del periodo dei tulipani. Fu un centro sociale e luogo di ritrovo durante il periodo  ottomano a Costantinopoli.

## Storia
Il chiosco-fontana di Ahmed III venne realizzato al posto di una fontana bizantina nota come Perayton. Un'altra fontana, costruita durante l'Impero bizantino si trovava sul sito, prima di questa fontana. Le caratteristiche architettoniche degli esterni riflettono una sintesi degli stili occidentali tradizionali ottomani e contemporanei.
La fontana venne inserita sul verso delle banconote da 10 lire turche del periodo 1947-1952.

## Architettura

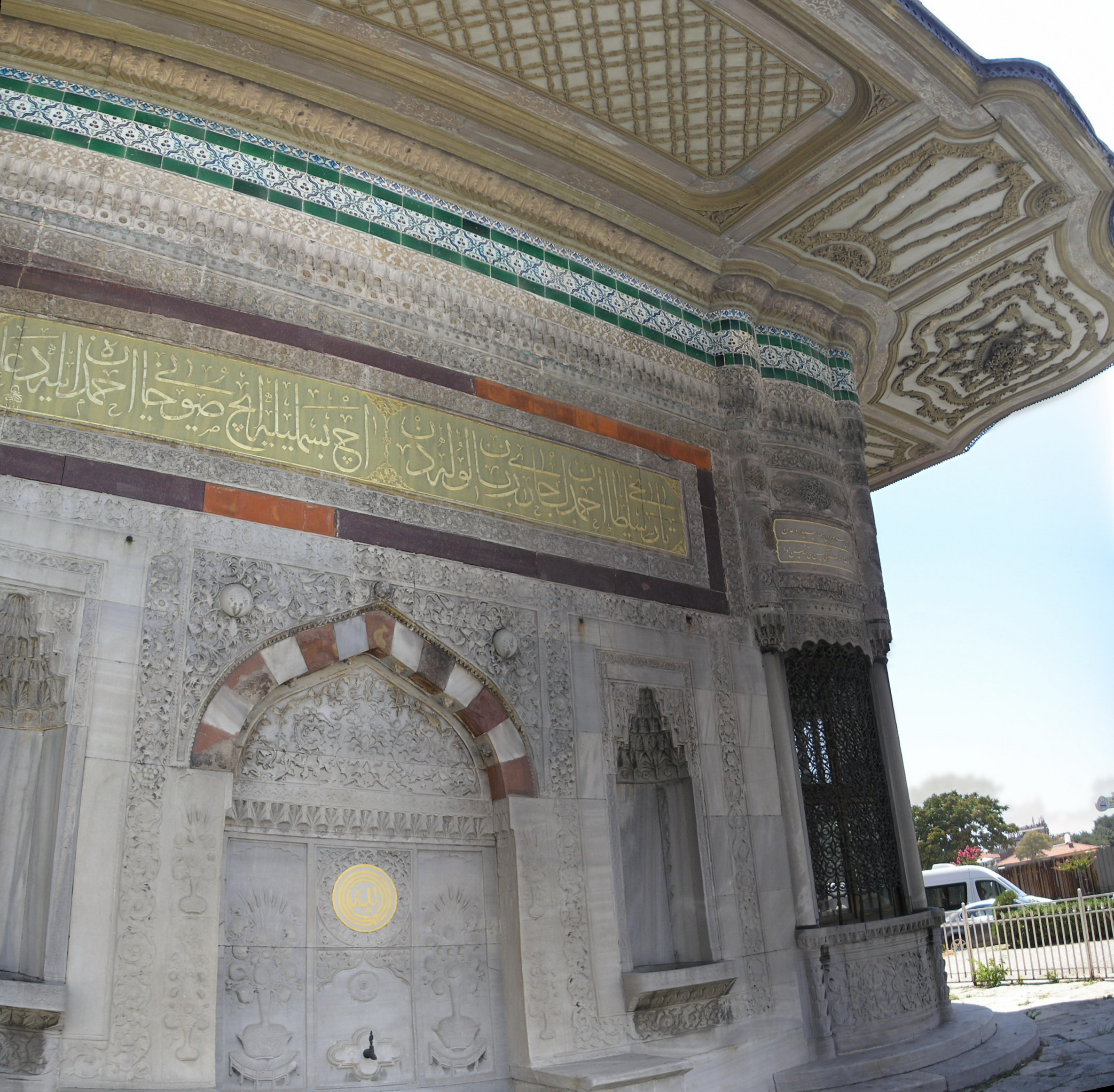
Primo piano di alcuni dettagli.

La fontana è un grande blocco quadrato costruito con cinque piccole cupole. Ha delle nicchie, sagomate a forma di Miḥrāb, decorate con bassorilievi con disegni floreali e foliati in ognuna delle quattro facciate, ognuna delle quali contiene una fontanella (çeşme). L'acqua è fornita da una piscina ottagonale sita all'interno del chiosco, con uno spazio di circolazione attorno ad essa per i guardiani del chiosco. Su ogni angolo c'è un "sebil" a tre strati (da cui un inserviente inseriva tazze d'acqua o sorbetto, gratuitamente, da dietro una griglia).
Sopra le fontanelle e le nicchie, su ogni facciata e sebil vi sono grandi lastre  calligrafiche bordate con piastrelle blu e rosse. Ogni lastra reca le strofe di un poema di 14 versi, dedicato all'acqua e al suo donatore, composto da Seyyid Hüseyin Vehbi bin Ahmed, giudice principale di Halep e Kayseri. Si legge in senso orario intorno alla fontana, iniziando dalla "sebil" settentrionale. L'ultima strofa del poema della facciata nord-ovest è un cronogramma composto da Ahmed III.